# 岩手県立水沢農業高等学校
岩手県立水沢農業高等学校（いわてけんりつ みずさわのうぎょうこうとうがっこう）は、岩手県奥州市にある公立の農業高等学校。地元での略称は水農（みずのう）、農学校、農業。

## 概要
胆江地域最古の歴史を有する高等学校である。
2022年度に実施した生徒アンケートにて、制服を廃止し服装を自由化する声が挙がったことを踏まえ、翌年度から胆江地域の全日制高校では初となる服装の自由選択が可能となった。ただし、式典や各種試験時は服装の制約が設けられている。

## 沿革

### 前史
1903年（明治36年）1月 - 胆沢郡会において郡立胆沢農学校設立を決議。

### 開校後
- 1903年（明治36年）4月8日 - 水沢町立尋常高等小学校の一部を仮校舎にあて、胆沢郡立胆沢農業学校として開校。
- 1907年（明治40年）10月 - 新校舎を落成（水沢町表小路1-265、臥牛城跡）。
- 1908年（明治41年）4月 - 女子部を併設。
- 1911年（明治44年）3月 - 女子部を廃止。
- 1920年（大正9年）4月 -「岩手県胆沢農学校」に改称。
- 1921年（大正10年）11月 - 新校舎を落成。
- 1923年（大正12年）4月 -「岩手県立水沢農学校」に改称。
- 1928年（昭和3年）6月 - 校歌を制定。
- 1930年（昭和5年）1月 - 佐倉河村字前村に新校舎を落成し、移転。
- 1948年（昭和23年）4月 -「岩手県立水沢農業高等学校」に改称。蚕室を落成。
- 1949年（昭和24年）4月 -「岩手県立胆沢高等学校[注釈 1]」に改称。農村家庭科を開設。
- 1951年（昭和26年）4月 - 定時制（真城分室）を開設。
- 1952年（昭和27年）
  - 4月 -「岩手県立水沢農業高等学校」に改称。
  - 12月 - 創立50周年記念図書館を設置。
- 1953年（昭和28年）4月 - 農村家庭科を家庭科に改称。
- 1955年（昭和30年）4月 - 真城分室と水沢高等学校黒石分校を統合。
- 1962年（昭和37年）11月 - 胆沢村小山に笹森農場（15.82ヘクタール）を設置。
- 1963年（昭和38年）
  - 3月 - 笹森農場に実習教室2棟・農場管理室・農具室・収納兼作業室・畜産管理室・家畜舎・農夫舎を落成。定時制課程を募集停止。
  - 4月 - 園芸科を開設。家庭科を生活科に改称。
  - 10月 - 創立60周年記念式典・新農場竣工記念式を挙行。
- 1964年（昭和39年）
  - 4月 - 畜産科を開設。
  - 12月 - 農業機械室、自転車置場を設置。
- 1966年（昭和41年）3月 - 笹森農場隣接地に新校舎を増設。育成牛舎を落成。定時制を廃止。
- 1967年（昭和42年）3月 - 新校舎第1期工事が完了。グラウンドを造成。
- 1968年（昭和43年）
  - 2月 - 現在地に新校舎（現校舎）を落成。
  - 3月 - 学校機能を新校舎へ移転。
  - 12月 - 体育館を落成。
- 1969年（昭和44年）
  - 2月15日 - 常盤寮を開寮。
  - 3月 - 豚舎と鶏舎を落成。
  - 5月 - 校舎農場新築移転完了記念式を挙行。
- 1973年（昭和48年）
  - 3月 - 東北自動車道代替農場を設置。
  - 10月 - 創立70周年記念式・代替農場竣工記念式を挙行。
  - 12月 - ボイラー室・格技館・70周年記念館を落成。
- 1974年（昭和49年）12月 - プールを落成。
- 1983年（昭和58年）
  - 3月 - 自営者養成寄宿舎（臥牛寮）と、実習棟6棟・校舎増築を落成。常盤寮を廃止。
  - 7月 - 創立80周年記念校門を設置。
  - 10月 - 創立80周年・自営者養成施設落成記念式典を挙行。
- 1987年（昭和62年）4月 - 農業工学科を開設。
- 1989年（平成元年）4月 - 生活科を生活科学科に改称。
- 1990年（平成2年）2月 - 第二体育館・トレーニングセンターを落成。
- 1993年（平成5年）3月 - 牛舎を落成。
- 1996年（平成8年）4月 - 農業科、園芸科、畜産科、農業工学科を廃止し、農業科学科と環境工学科を開設。
- 1997年（平成9年）1月 - 練習馬場を設置。
- 1998年（平成10年）8月 - グラウンド・野球場・テニスコートを設置。
- 2000年（平成12年）3月 - 耐震工事を実施。
- 2002年（平成14年）3月 - 第一体育館を改築。
- 2003年（平成15年）
  - 5月 - 創立100周年記念ブロンズ像の除幕式を挙行。
  - 7月 - 秋篠宮・同妃が来校。
  - 10月 - 創立100周年として庭園・東屋・歌碑「北上夜曲」を設置。
- 2018年（平成30年）- 環境工学科、生活科学科を募集停止し、食品科学科を開設。
- 2023年（令和5年）4月1日 - 服装自由化を導入[1][2]。

## アクセス
- JR東北本線水沢駅より胆沢水沢線に乗車し、「水沢農業高校前」バス停下車。

## 出身者
政界
- 高橋嘉信 - 衆議院議員
- 千田正 - 参議院議員、岩手県知事（胆沢農業学校から仙台商業学校へ転出）
- 青木幸保 - 平泉町長

芸能・スポーツ
- 板宮清治 - 歌人
- 菅原俊吏 - 騎手
- 陶文峰 - 騎手
- 皆川麻由美 - 元騎手
- 八重樫剛 - アマチュアボクシング選手
- 菊地規 - 作詞家、『北上夜曲』の作詞者（水沢農学校卒）